# شيآن إم إيه 700
شيآن إم إيه 700 (بالإنجليزية: Xian MA700)‏ هي طائرة رحلات متوسطة المدى، تدفع بمحركين ذات مروحة توربينيه، حاليا قيد التطوير من قبل شركة شيآن لصناعة الطائرات (Xi'an Aircraft Industrial Corporation) تحت شركة صناعة الطيران الصينية (AVIC).
تم الإعلان عن الطائرة لأول مرة في عام 2007، وقدمت على أنها طائرة بسعة 70 مقعدا. ومع ذلك، فانه في عام 2008، عرض نموذج للطائرة في معرض الصين الدولي للطيران والفضاء، كان قادراً على استيعاب 78 مقعدا في تكوين 4-مقاعد في كل صف.

## الطلبات والتسليم
اعتبارا من يوليو عام 2016، بلغ عدد الطلبات لطائرة (MA700) 185 وحدة.
| شركة الطيران                                     | النوع      | اختياري    | حقوق       | التسليم | التسليم | التسليم |
| شركة الطيران                                     | MA-700     | اختياري    | حقوق       | 2018    | 2019    | 2020    |
| ------------------------------------------------ | ---------- | ---------- | ---------- | ------- | ------- | ------- |
| Joy Air                                          | 30         |            |            |         |         |         |
| خطوط طيران أوكاي                                 | 30         |            |            |         |         |         |
| CDB Leasing Company                              | 30         |            |            |         |         |         |
| CMB Leasing Company                              | 30         |            |            |         |         |         |
| Chongqing General Aviation Financing and Leasing | 10         |            |            |         |         |         |
| Poly Technologies                                | 5          |            |            |         |         |         |
| Air Avenues                                      | 10         |            |            |         |         |         |
| Cambodia Bayon Airlines                          | 10         |            |            |         |         |         |
| Bahrain EGA Group                                | 10         |            |            |         |         |         |
| Hybrid Aviation                                  | 10         |            |            |         |         |         |
| Segers Aero                                      | 10         |            |            |         |         |         |
| المجموغ                                          | 185 Orders | 185 Orders | 185 Orders | 0       | 0       | 0       |

## مواصفات (MA700)
الخصائص العامة
- الطاقم: two pilots
- السعة: 70-80 passengers
- الطول: 30 m (98 ft)
- باع الجناح:  ()
- الارتفاع:  ()

الأداء
- السرعة القصوى: 650 km/h (350 knots, 403 mph)
- سقف الخدمة: 7,620 m (25,000 ft)
- معدل الصعود: m/s (ft/min)
- حمولة الجناح: kg/m² (lb/ft²)

## وصلات خارجية
- Official Website
- http://www.globaltimes.cn/content/744713.shtml
- http://www.ainonline.com/aviation-news/aviation-international-news/2009-01-30/ma700-work-gets-under-way-xian